# Mayerling (ballet)
Pour les articles homonymes, voir Mayerling (homonymie).
Mayerling est un ballet en trois actes chorégraphié par Sir Kenneth MacMillan sur la musique de Franz Liszt, créé pour la première fois le 14 février 1978 au Royal Opera House de Londres. Inspiré du drame de Mayerling ayant eu lieu en 1889, il met en scène le double meurtre-suicide de Rodolphe d'Autriche et de sa maîtresse, la baronne Marie Vetsera.

## Argument

### Prologue
Un cercueil est mis en terre dans le cimetière de l’Abbaye de Heiligenkreuz en pleine nuit, sous la pluie.

### Acte I

#### Scène 1:La salle de bal de laHofburg
Durant la soirée célébrant son mariage avec la princesse Stéphanie de Belgique, le prince Rodolphe d'Autriche offense ses parents François-Joseph et Élisabeth ainsi que sa femme en courtisant ostensiblement la princesse Louise, sœur de Stéphanie. Rodolphe rencontre la comtesse Marie Larisch et la baronne Hélène Vetsera qui lui présente sa fille Marie Vetsera, âgée de dix‑sept ans. Quatre officiers hongrois, amis de Rodolphe, les interrompent en plaidant la cause séparatiste de leur pays. La comtesse Larisch tente de raviver sa relation passée avec Rodolphe. L’empereur les découvre et ordonne à Rodolphe de retourner auprès de sa femme.

#### Scène 2:Les appartements de l’impératrice Élisabeth à la Hofburg
Après s'être retirée du bal, l'impératrice Élisabeth reçoit la visite de Rodolphe qui lui exprime sa peine relative à son mariage arrangé.

#### Scène 3:Les appartements de Rodolphe à la Hofburg
La princesse Stéphanie se prépare pour sa nuit de noces. Rodolphe la menace avec un revolver et l'effraie avec un crâne, avant de la violer.

### Acte II

#### Scène 1:Une taverne
Rodolphe emmène Stéphanie dans une taverne fréquentée par des prostituées et leurs clients. Stéphanie est dégoûtée par cette atmosphère, aussi le cocher Bratfisch tente de la divertir, mais elle finit tout de même par s'en aller. Rodolphe consacre son attention à ses amis hongrois ainsi qu'à sa maîtresse, Mizzi Caspar. Une descente de police a lieu, et les prostituées sont arrêtées. Rodolphe, Mizzi et les officiers hongrois parviennent à se cacher. Désespéré Rodolphe propose à Mizzi un pacte suicidaire. Le premier ministre, le comte Taafe, arrive à la taverne pour chercher Rodolphe, mais celui-ci se cache. Mizzi indique sa présence au comte, puis part avec lui.

#### Scène 2:À l’extérieur de la taverne
La comtesse Larisch lui présente Marie Vetsera alors que Rodolphe quitte la taverne.

#### Scène 3:La maison des Vetsera
Alors que la comtesse Larisch rend visite à la baronne Hélène Vetsera, elle trouve Marie contemplant un portrait de Rodolphe. Elle tire les cartes à Marie en lui prédisant sa fortune romantique, et l’encourage à écrire une lettre à Rodolphe.

#### Scène 4:La Hofburg
Durant la célébration de l’anniversaire de l’empereur François‑Joseph, le comte Taafe confronte Rodolphe à propos d'un pamphlet politique soutenant la cause hongroise. À cet instant, le colonel "Bay" Middleton offre au Premier ministre un cigare farceur, ce qui amuse beaucoup Rodolphe. Un feu d’artifice est tiré et distrait tout le monde. Personne ne remarque donc l'échange amoureux de l'impératrice Élisabeth et du colonel "Bay" Middleton hormis Rodolphe. S'ensuit une performance lyrique de Katharina Schratt. La comtesse Larisch donne à Rodolphe la lettre de Marie.

#### Scène 5:Les appartements de Rodolphe à la Hofburg
Marie et Rodolphe se rencontrent en secret pour la première fois.

### Acte III

#### Scène 1:À la campagne, sous la neige
Lors d’une partie de chasse, Rodolphe tue accidentellement un membre de sa cour et manque de peu de tuer son père.

#### Scène 2:Les appartements de Rodolphe à la Hofburg
L’impératrice Élisabeth surprend la comtesse Larisch et Rodolphe. Elle les sépare violemment, sans savoir que Marie attend dehors. Marie entre sitôt que l'impératrice est partie. Rodolphe lui propose un pacte suicidaire.

#### Scène 3:Le pavillon de chasse deMayerling
Rodolphe boit avec le comte Hoyos et le prince Philipp von Coburg. Il leur confie son mal-être. Bratfisch arrive avec Marie. Rodolphe le supplie de les divertir, ce qui ne fonctionne pas. Dès que Bratfisch est parti, Rodolphe fait passionnément l’amour avec Marie. Il s'injecte de la morphine, et enlace Marie une dernière fois. Puis, il lui tire dessus. Alertés par le bruit, Loschek, le comte Hoyos et le prince Philipp von Coburg accourent. Rodolphe leur cache la vérité et leur demande de partir. Resté seul, Rodolphe se tue à son tour.

### Épilogue
La scène finale reprend le prologue. Le corps de Marie Vetsera est celui mis en terre dans le cimetière de l’Abbaye de Heiligenkreuz en pleine nuit, sous la pluie.

## Personnages
| Personnages              | Description                                                        | Première mondiale, 14 février 1978 | Première en France, 25 octobre 2022 |
| ------------------------ | ------------------------------------------------------------------ | ---------------------------------- | ----------------------------------- |
| Prince Rodolphe          | L'héritier de la couronne d'Autriche-Hongrie                       | David Wall                         | Hugo Marchand                       |
| Baronne Marie Vetsera    | La maîtresse de Rodolphe                                           | Lynn Seymour                       | Dorothée Gilbert                    |
| Comtesse Marie Larisch   | Dame de compagnie de l'impératrice, ancienne maîtresse de Rodolphe | Merle Park                         | Hannah O'Neill                      |
| Princesse Stéphanie      | La femme de Rodolphe                                               | Wendy Ellis                        | Silvia Saint-Martin                 |
| Empereur François-Joseph | Le père de Rodolphe                                                | Michael Somes                      | Yann Chailloux                      |
| Impératrice Élisabeth    | La mère de Rodolphe                                                | Georgina Parkinson                 | Laura Hecquet                       |
| Mizzi Caspar             | Une prostituée, la maîtresse de Rodolphe                           | Laura Connor                       | Valentine Colasante                 |
| Bratfisch                | Le cocher et ami de Rodolphe                                       | Graham Fletcher                    | Marc Moreau                         |
| Colonel "Bay" Middleton  | L'amant d’Élisabeth                                                | David Drew                         | Jérémy-Loup Quer                    |
| Comte Taafe              | Premier Ministre d'Autriche-Hongrie                                | Leslie Edwards                     | Arthus Raveau                       |
| Prince Philip von Coburg | Le mari de Louise et l'ami de Rodolphe                             | Derek Rencher                      | Cyril Chokrun                       |
| Archiduchesse Gisela     | La sœur aînée de Rodolphe                                          | Sally Inkin                        | Camille Bon                         |
| Baronne Hélène Vetsera   | La mère de Marie Vetsera                                           | Gerd Larsen                        | Laure-Adélaïde Boucaud              |
| Archiduchesse Valérie    | La jeune sœur de Rodolphe                                          | Marguerite Porter                  | Marine Ganio                        |
| Comte Larisch            |                                                                    | Robert Jude                        | Alexandre Labrot                    |
| Princesse Louise         | La sœur de Stéphanie                                               | Genesia Rosato                     | Naïs Duboscq                        |
| Comte Hoyos              | L'ami de Rodolphe                                                  | Ross MacGibbon                     | Mathieu Contat                      |
| Loschek                  | Le valet de Rodolphe                                               | Anthony Conway                     | Adrien Couvez                       |
| Katharina Schratt        | Une amie de François-Joseph                                        | Bernadette Greevy                  | Juliette May                        |

## Musique
La musique de Mayerling est un arrangement par John Lanchbery (en) de plusieurs œuvres de Franz Liszt.

### Ouverture
Faust-Symphonie (1er mouvement : Faust)

### Prologue
Héroïde funèbre

### Acte I

#### Scène 1
Faust-Symphonie (1er et 3ème mouvements : Faust et Mephistopheles)
Soirées de Vienne, valses-caprices d'après Schubert
Fünf Klavierstücke (n°2 : Lento assai) - arrangement orchestral de John Lanchbery
Valse mélancolique - arrangement orchestral de John Lanchbery
Festklänge
Morceau en caractère hongroise - arrangement orchestral de John Lanchbery
Faust-Symphonie (1er mouvement : Faust), Historische ungarische Bildnisse (n° 7 : Mihály Mosonyi) - arrangement orchestral de John Lanchbery
Faust-Symphonie (1er mouvement : Faust)

#### Scène 2
Valse oubliée (n°2) - arrangement orchestral de John Lanchbery
Berceuse - arrangement orchestral de John Lanchbery

#### Scène 3
Tasso, Lamento e Trionfo
Études d'exécution transcendante (n°12 : Chasse-neige) - arrangement orchestral de John Lanchbery

### Acte II

#### Scène 1
Festklänge
Morceau en caractère hongroise - arrangement orchestral de John Lanchbery
Festklänge
L'Arbre de Noël (n°7 : Schlummerlied) - arrangement orchestral de John Lanchbery
Czardás obstiné - arrangement orchestral de John Lanchbery
Mephisto-Valse (n°7 : Der Tanz in der Dorfschenke), de Deux Épisodes d'après le Faust de Lenau

#### Scène 2
Faust-Symphonie (3ème mouvement : Mephistopheles)

#### Scène 3
Festklänge
Fleurs mélodiques des Alpes - arrangement orchestral de John Lanchbery

#### Scène 4
Historische ungarische Bildnisse (n°1, 2, et 5 : Széchenyi István, Eötvös József, Deák Ferenc) - arrangement orchestral de John Lanchbery
Fleurs mélodiques des Alpes - arrangement orchestral de John Lanchbery
Historische ungarische Bildnisse (n°7 : Mihály Mosonyi) - arrangement orchestral de John Lanchbery
Études d'exécution transcendante (n°4 : Mazeppa) - arrangement orchestral de John Lanchbery
Consolations (n° 1) - arrangement orchestral de John Lanchbery
Ich scheide
Études d'exécution transcendante (n°4 : Mazeppa) - arrangement orchestral de John Lanchbery

#### Scène 5
Études d'exécution transcendante (n°3 : Paysage) - arrangement orchestral de John Lanchbery
Faust-Symphonie (3ème mouvement : Mephistopheles)
Deux Épisodes d'après le Faust de Lenau

### Acte III

#### Scène 1
Mephisto Polka

#### Scène 2
Vallée d'Obermann - arrangement orchestral de John Lanchbery
Héroïde funèbre

#### Scène 3
Die Ideale
Fünf ungarische Volkslieder (n°4 : Kissé élénken: Vivace) - arrangement orchestral de John Lanchbery
Puszta-Wehmut - arrangement orchestral de John Lanchbery
Études d'exécution transcendante (n°11 : Harmonies du soir) - arrangement orchestral de John Lanchbery
Faust-Symphonie (1er mouvement : Faust)
Héroïde funèbre
Tasso, Lamento e Trionfo

### Épilogue
Héroïde funèbre

## Réception critique et entrée au répertoire
Mayerling s'inscrit dans la lignée des ballets narratifs (en) de Kenneth MacMillan, des créations expressives intenses traduisant sur scène des états psychologiques extrêmes.
Lors de sa création le 14 février 1978 à la Royal Opera House de Londres, les critiques sont élogieuses, notamment celle de Clement Crisp dans le Financial Times qui exalte entre autres la mise en œuvre des pas de deux, évocateurs de la solitude et de la détresse psychologique de Rodolphe.
Sa réception est toutefois plus contrastée aux États-Unis, lors de la tournée du Royal Ballet sur la côte ouest de 1983, où il est parfois jugé trop provoquant ou abordant maladroitement des sujets problématiques. La critique Anna Kisselgoff déplore pour sa part dans le New-York Times les faiblesses de la chorégraphie qui se laisse éclipser par l'histoire dramatique.
Créé en France pour la première fois le 25 octobre 2022, il rentre à cette date au répertoire de l'Opéra National de Paris.
Plusieurs autres compagnies de danse ont également intégré Mayerling à leur répertoire, telles que le Kungliga Baletten, le Wiener Staatsballett (en), ou encore le Magyar Nemzeti Balett (en).